# 媒人
媒人又稱冰人、媒妁、伐柯人等，是指撮合婚姻的人，起牵线搭桥的作用。女性媒人又稱媒婆。
東亞古时的婚姻讲究明媒正娶，因此，若结婚不经媒人从中牵线，就会于礼不合，虽然有两情相悦的，也会假以媒人之口登门说媒，父母之命，媒妁之言，方才会行结婚大礼。
媒人会自提亲起，到订婚、促成结婚都会起着中间人的作用，在男女双方间作跑腿，联络，协调、细节调解，直至婚礼结束。職業媒人又會收取媒人費。

## 名稱由來
「媒」字的出處是古代婚姻和生育之神高禖，後來「禖」改寫成「媒」，指撮合婚姻的人。而「媒妁」一詞出自《孟子·滕文公》，媒指谋合二姓，妁指斟酌二姓。
“媒人”一詞具有以下別稱：
- 伐柯人：出自《诗经·豳风·伐柯》[3]。
- 冰人：出自《晋书·索紞传》[4]°
- 保山：是媒人的美稱，形容媒人如山一樣可靠[5]。但並非專指媒人，可以泛指各類保證人。
- 紅娘：出自唐代元稹作的《莺莺传》，故事中的張生經崔鶯鶯的侍女撮合，得以和崔鶯鶯相會。後來改編成雜劇《西厢记》，兩人因紅娘作媒，有情人終成眷屬，於是紅娘就成了媒人的別稱。
- 月老：月老為傳說中婚姻之神，出自唐李复言《续幽怪录》[6]，因此又称媒人为月老、月下老人。

## 官媒與私媒
官媒即國家掌管人民婚姻的官署和人員，中國於周朝即有官媒，稱為媒氏。媒氏每年仲春皆會下令適婚年齡的男女相會，又會紀錄民間的婚姻，並監管彩禮的數量。違反結婚年齡、彩禮和其他規定者，就會受到媒氏處分。除撮合婚姻外，其職責還包括记录婴儿出生年月和姓名以及主管婚姻诉讼案，惩處违法。私媒則是官方體制以外的媒人，只撮合婚姻和在嫁娶儀式中履行相關職務。職業媒人則是以為人作媒來賺錢者。

## 現況
現代專門為人尋找結婚對象的行業為婚姻介紹所。此外，一些地區的新人雖然是自由戀愛結合，但仍依照傳統在婚禮上設有相當於媒人的介紹人。這種介紹人不一定是真正撮合新人者，新人會邀請親友、上司、民意代表等擔任儀式上的介紹人。

## 職業評價
俗语云：“不做中（中间人），不做保（担保人），不做媒人三代好”，由于媒人说的亲是一世人的大事，假如说成亲事以后不能幸福美满一生，给男女双方造成的伤害是无法估计的，因此，做媒人也不是一件轻松活。

## 外部連結
- 幸.匯交友配對 （页面存档备份，存于）